# Hiukanniemi
Hiukanniemi är en ö i Finland. Den ligger i sjön Simojärvi och i kommunen Ranua i den ekonomiska regionen  Rovaniemi ekonomiska region  och landskapet Lappland, i den norra delen av landet, 700 km norr om huvudstaden Helsingfors. Öns area är 13,7 hektar och dess största längd är 0,6 kilometer i sydöst-nordvästlig riktning.